# Montournais
Montournais ist eine französische Gemeinde mit 1.626 Einwohnern (Stand: 1. Januar 2022) im Département Vendée in der Region Pays de la Loire; sie gehört zum Arrondissement Fontenay-le-Comte und zum Kanton Les Herbiers (bis 2015: Kanton Pouzauges).

## Geographie
Montournais liegt etwa 50 Kilometer östlich von La Roche-sur-Yon. Der Lay bildet die südliche Gemeindegrenze. Umgeben wird Montournais von den Pouzauges im Norden und Nordwesten, Saint-Mesmin im Norden, Saint-André-sur-Sèvre im Osten und Nordosten, Menomblet im Osten, Réaumur im Süden und Südwesten sowie La Meilleraie-Tillay im Westen.

## Bevölkerungsentwicklung
| Jahr                      | 1962 | 1968 | 1975 | 1982 | 1990 | 1999 | 2006 | 2012 |
| Einwohner                 | 1778 | 1782 | 1648 | 1642 | 1717 | 1714 | 1754 | 1710 |
| Quelle: Cassini und INSEE |      |      |      |      |      |      |      |      |

## Sehenswürdigkeiten
Siehe auch: Liste der Monuments historiques in Montournais
- Kirche Notre-Dame aus dem 11. Jahrhundert mit Umbauten aus dem 15. Jahrhundert
- Schloss La Tourtelière aus dem 19. Jahrhundert
- Schloss Maison-Neuve aus dem 15. Jahrhundert

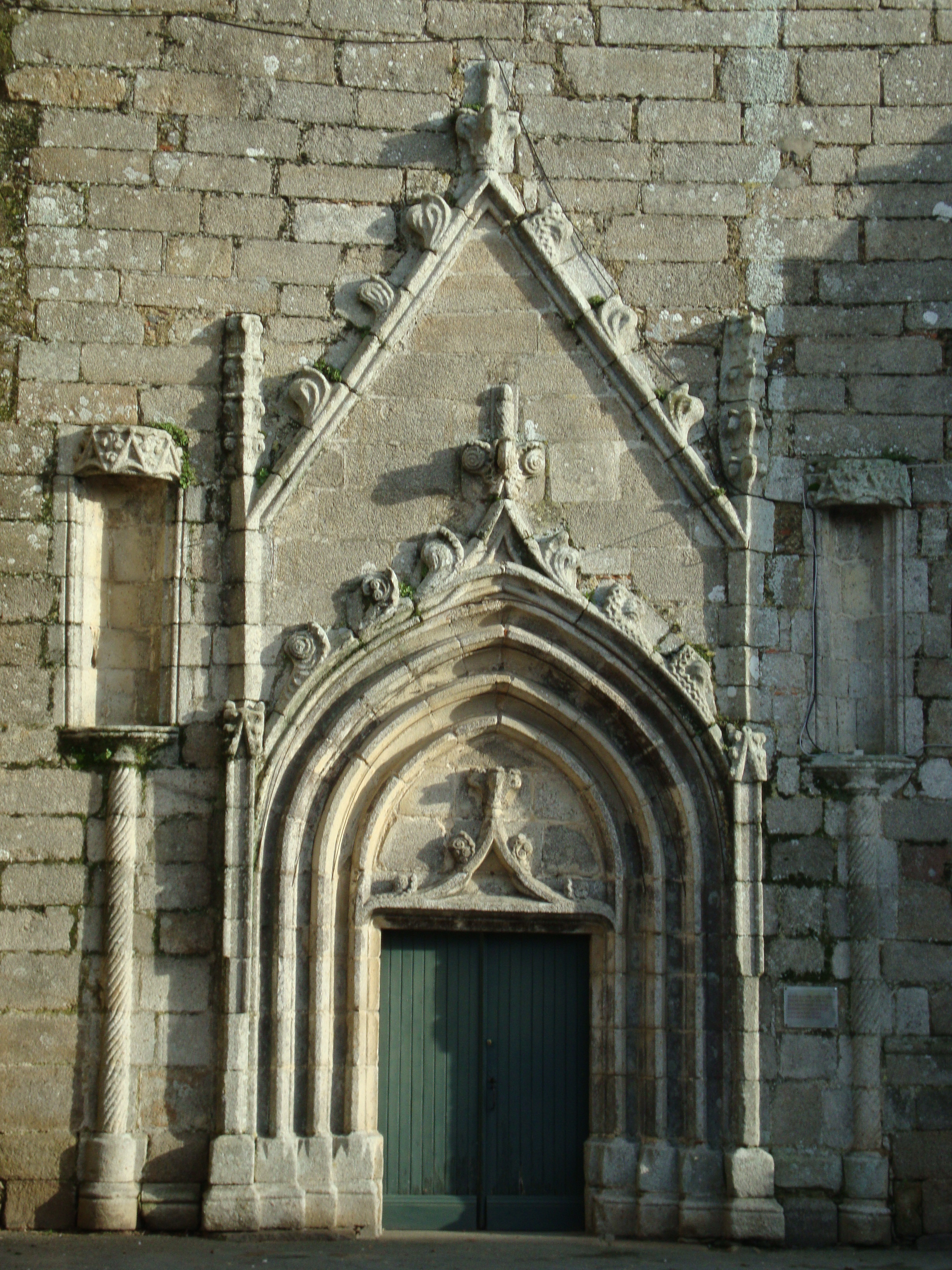
Portal der Kirche Notre-Dame
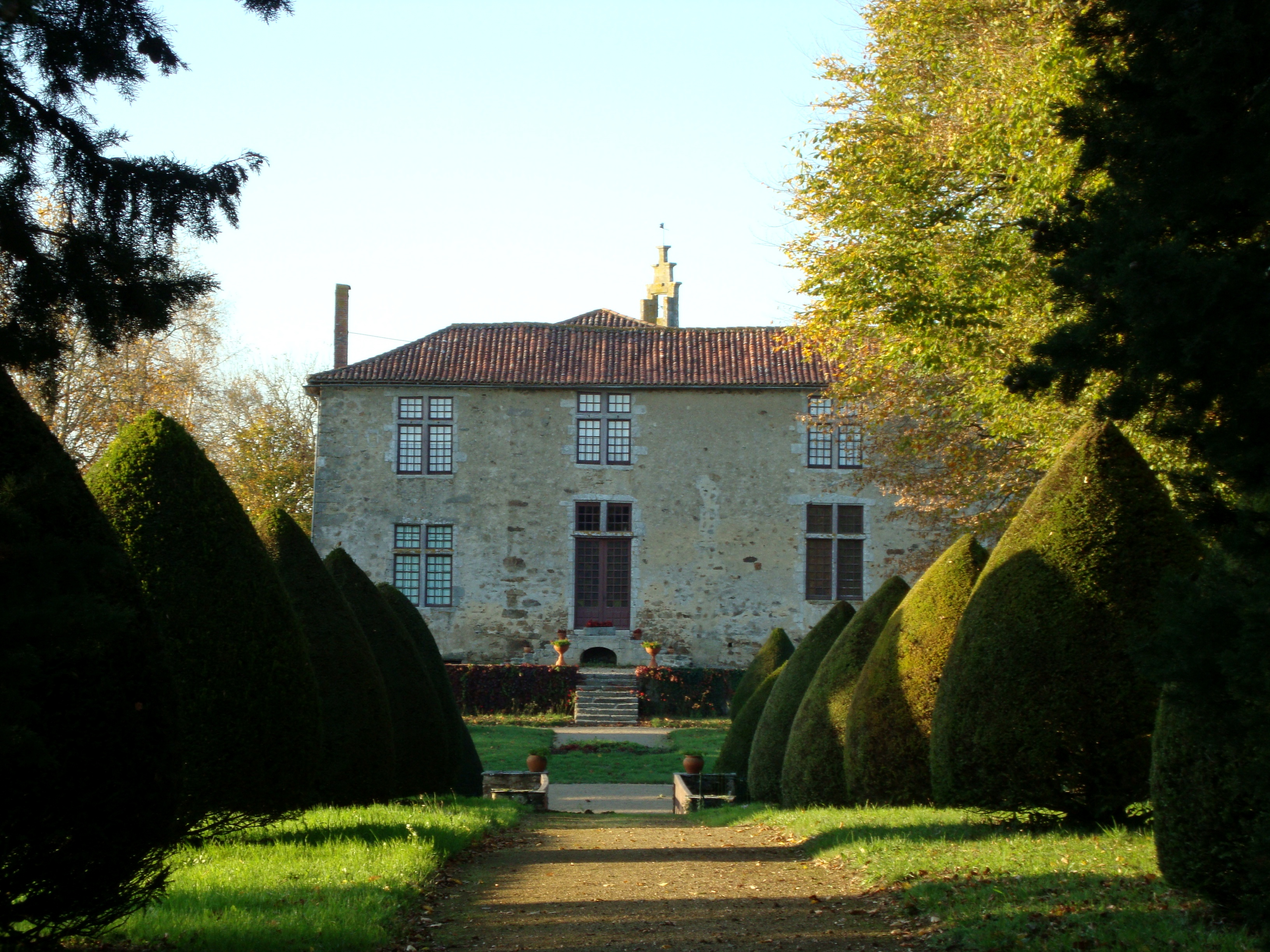
Schloss Maison-Neuve